# Petr Kobler
Petr Kobler (* 1. srpna 1988, Prostějov) je český fotbalový obránce či záložník, momentálně působící v týmu FC Hlučín.
S fotbalem začínal v pražské Slavii, kde se postupně probíjel všemi mládežnickými kategoriemi. Došel až do B-týmu, kde si svými výkony vysloužil i pozvánku do A-týmu . Poprvé za Slavii nastoupil v 70. minutě zápasu Poháru ČMFS 2007/08 proti divizní Líšni. Premiéra to nebyla dobrá, Slavia prohrála 3:4.
Od sezony 2009/2010 působí v FC Hlučín  .